# Rodovia João Traficante
A Rodovia João Traficante é uma estrada brasileira localizada entre os Estados de São Paulo e Minas Gerais.
A estrada é vicinal e pavimentada, que liga o município de Franca (no estado de São Paulo) até o município mineiro de Ibiraci.

## História
A estrada já existia desde a metade do século XX e sem asfalto. Somente foi inaugurada em setembro de 1980 quando o então prefeito Maurício Sandoval Ribeiro concluiu e pavimentou a estrada e recebeu o nome na gestão de seu sucessor, o prefeito Sidnei Franco da Rocha (1983 a 1987). O nome da rodovia é uma homenagem a João Traficante (1909-1984), influente cidadão de Franca, que foi colaborador de órgãos de imprensa e rádio, oficial de gabinete do governador Carvalho Pinto e amigo pessoal de Juscelino Kubitschek.
Além de fatalidades, como os acidentes ocorridos na rodovia, como no caso do prefeito de Restinga, Clarindo Ferracioli, o "Belão", que morreu em 11 de outubro de 2010, existem histórias de OVNIs, como o "O Caso Ibiraci", quando alguns jovens estudantes relatam ter presenciado a aparição de objeto voador na noite de 29 de julho de 2006, próximo a divisa dos estados de SP com MG.